# Club Deportivo Lugo
El Club Deportivo Lugo es un club de fútbol español de la ciudad de Lugo, en Galicia. Fue fundado el 16 de junio de 1953, actualmente milita en la Primera Federación, la tercera categoría del fútbol nacional. Disputa sus partidos como local en el estadio Estadio Anxo Carro. 
Ha jugado 12 temporadas en Segunda División, la primera en la temporada 1992-93 y el resto de manera consecutiva entre 2012 y 2023. Aunque en octubre de 2017 llegó a ser líder de Segunda División, su mejor clasificación en la categoría fue la novena posición de la temporada 2016-17. 
El C. D. Lugo consta de un equipo filial, el Polvorín F. C., que compite actualmente en la Tercera División RFEF.

## Historia

### Primeros años
El Club Deportivo Lugo se fundó en junio de 1953, después de que desaparecieran, consecutivamente, los dos equipos que hasta entonces habían ostentado la representación del fútbol local, la Sociedad Gimnástica Lucense, disuelta en 1952 y que llegó a militar en Segunda División durante tres temporadas, y el Club Deportivo Polvorín, desaparecido en 1953 por motivos económicos.
El nuevo equipo se inició en Tercera División, que era donde había jugado el Club Deportivo Polvorín la campaña anterior, y se mantuvo en dicha categoría un total de 19 temporadas consecutivas hasta 1972, cuando se vio forzado a disputar la promoción de descenso contra el Club Deportivo Pegaso de Madrid, con el que perdió (0-0 y 3-0) y se vio abocado al descenso a Preferente, dónde solo se mantuvo una temporada volviendo nuevamente a Tercera División en la temporada 1973-74.
En esta nueva etapa se inició la construcción del Estadio Anxo Carro y en 1978, tras 4 temporadas en Tercera División, el equipo logró un gran mérito al ascender a Segunda División B, fue un paso efímero pues el equipo descendió en el primer año y entre 1979 y 1987 volvió a disputar otras 7 temporadas en Tercera División.

### Debut en Segunda División
La temporada 1985-86 fue la de la vuelta del equipo lucense a Segunda División B, categoría en la que el equipo fue poco a poco consolidándose, hasta que en la temporada 1990-91 el club logró un subcampeonato en la misma, accediendo así a disputar la promoción de ascenso a Segunda División. En esta liguilla el equipo quedó encuadrado en un grupo junto al Club Polideportivo Mérida, el F. C. Barcelona "B" y el Club Atlético Osasuna B, pero se le escapa el ascenso al concluir en última posición.
La siguiente campaña, la 1991-92 el equipo lograría nuevamente el subcampeonato de Segunda División B obteniendo nuevamente derecho a disputar la fase de ascenso a Segunda División quedando encuadrado esta vez con el Club de Fútbol Extremadura, la Unió Esportiva Sant Andreu y el Elche Club de Fútbol. Esta vez el equipo hizo una buena fase de ascenso llegando a la última jornada a un punto de la Unió Esportiva Sant Andreu al que se enfrentaba en el Estadio Anxo Carro y empatado a puntos con el Club de Fútbol Extremadura por lo que además de la victoria sobre los catalanes necesitaba que no vencieran los de Almendralejo, el Lugo cumplió y derrotó 2-1 al Sant Andreu además le sonrío la fortuna y el Club de Fútbol Extremadura empató, por lo que los gallegos lograrían así el ascenso a Segunda División por primera vez en su historia.
En la temporada 1992-93 se produciría el tan ansiado debut del equipo en la categoría de plata del fútbol español, sería el día 5 de septiembre de 1992, en el Estadio Romano de Mérida frente al Club Polideportivo Mérida con derrota por la mínima (1-0). El primer partido en el Anxo Carro se solventaría con un empate sin goles ante la Unió Esportiva Lleida, consiguiéndose así el primer punto de la temporada ante un rival que posteriormente ascendería como líder a Primera División. La primera victoria se haría esperar y no tendría lugar hasta la jornada sexta, frente al ahora desaparecido Club Atlético Marbella (1-0). Después de esta victoria tan solo hubo 6 más por lo que al final de la temporada y con tan solo 25 puntos en su casillero el equipo de Lugo volvería a Segunda División B.

### Época negra
Tras el descenso sufrido en la temporada 92-93 el equipo se asentaría nuevamente en Segunda División B con algunos altibajos pero sin grandes dificultades y durante los años siguientes se mantuvo en zonas medio-altas de la clasificación casi siempre pero sin llegar a disputar play-off de ascenso más. Pero comienzan los años 2000 y en la temporada 2000-01 el equipo está a punto de descender a Tercera División, salvándose al final por los pelos, la siguiente temporada mejoró el rendimiento pero en el año 2003 no es posible evitar la catástrofe que supone el descenso a Tercera División al acabar en decimoctava posición.
Llegaría la peor etapa del equipo hasta la fecha en la temporada 2003-04 pues en lo deportivo el equipo finaliza sexto sin poder acceder al play-off de ascenso y en lo social el presidente presenta una carta de dimisión el 3 de junio de 2004 por lo que tuvo que ser relevado durante un tiempo por una junta gestora provisional hasta que el 18 de junio de ese mismo año la nueva junta directiva presidida por José Bouso tomó el control del club.

### Resurgimiento

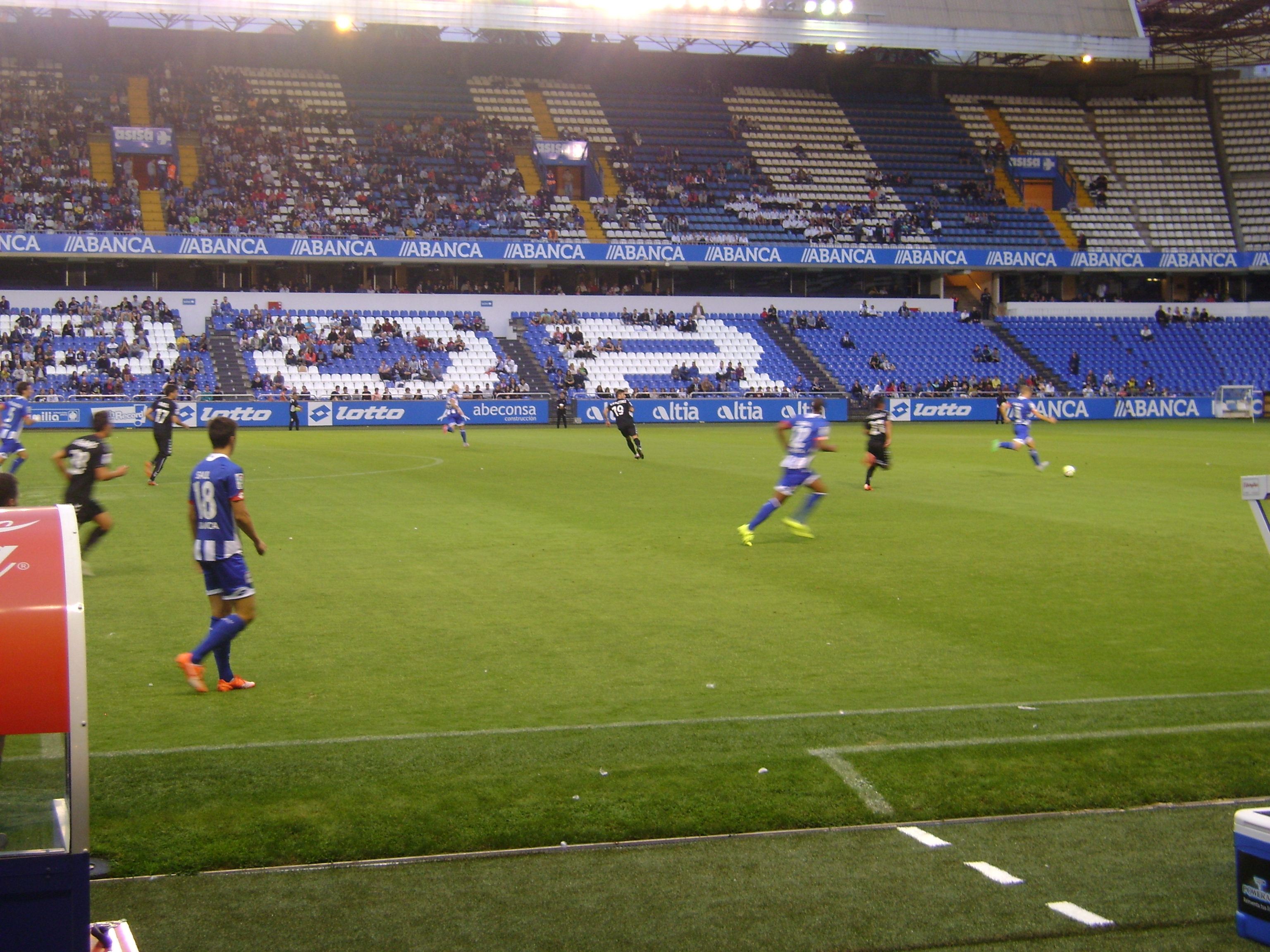
Partido del XVII Torneo Victoria - Memorial Moncho Rivera disputado entre el Deportivo de La Coruña y el C. D. Lugo en Riazor (septiembre de 2015).

Con el nuevo presidente en la temporada 2004-05 el equipo finaliza en tercera posición, accediendo hacia los play-offs por el ascenso, pero tras eliminar al Ribadesella Club de Fútbol (3-0 y 0-1) cae eliminado por el Real Valladolid B (4-1 y 0-0) por lo que no consigue el ascenso. La siguiente temporada finaliza subcampeón, accede nuevamente al play-off y esta vez tras eliminar nuevamente al Ribadesella Club de Fútbol (3-2 y 1-1) y a la Gimnástica Segoviana (3-1 y 1-1) consigue el ascenso a Segunda División B.
El equipo se adapta rápido a la nueva categoría y todas sus clasificaciones son entre los diez primeros pero sin llegar a poder disputar el play-off de ascenso a Segunda División, esto cambia en la temporada 2010-11 en la que el club termina líder de su grupo y disputa así la Promoción de ascenso a Segunda División de 2011.
En la promoción para campeones le toca enfrentarse al Real Murcia que eliminará a los gallegos tras ganar en la Nueva Condomina (2-0) y perder en Anxo Carro (1-0). En la siguiente fase, para los no campeones, se enfrenta con el Deportivo Alavés al que elimina (0-0 y 2-1) y en el último de los enfrentamientos, el que decide el ascenso, toca enfrentarse al Club Deportivo Alcoyano, que elimina al Club Deportivo Lugo tras ganarle en los dos partidos (1-0 y 0-1).
La campaña siguiente el equipo se mantuvo arriba luchando por el liderato y certificaría la clasificación para los play-offs de ascenso varias jornadas antes del fin de la temporada. En la disputa de la promoción de ascenso el Lugo vence en primera ronda al S. D. Eibar (1-0 en el Anxo Carro y 0-0 en Ipurúa) y en la segunda ronda al Atlético Baleares (3-1 en el Anxo Carro y 0-0 en el estadio Balear), con grandes actuaciones de su portero Diego Rivas. El último de los partidos de la promoción, disputado el 24 de junio de 2012 le daría el ascenso a la Liga Adelante tras un partido vibrante en el Estadio Ramón de Carranza que terminó con una tanda de penaltis en la que los gallegos tuvieron mejor puntería. El Lugo había ganado 3-1 en el Anxo Carro al Cádiz Club de Fútbol, pero en la vuelta los andaluces igualaron la eliminatoria ganando 3-1 y en la prórroga se mantuvo el empate en la eliminatoria.

### Vuelta y asentamiento en Segunda

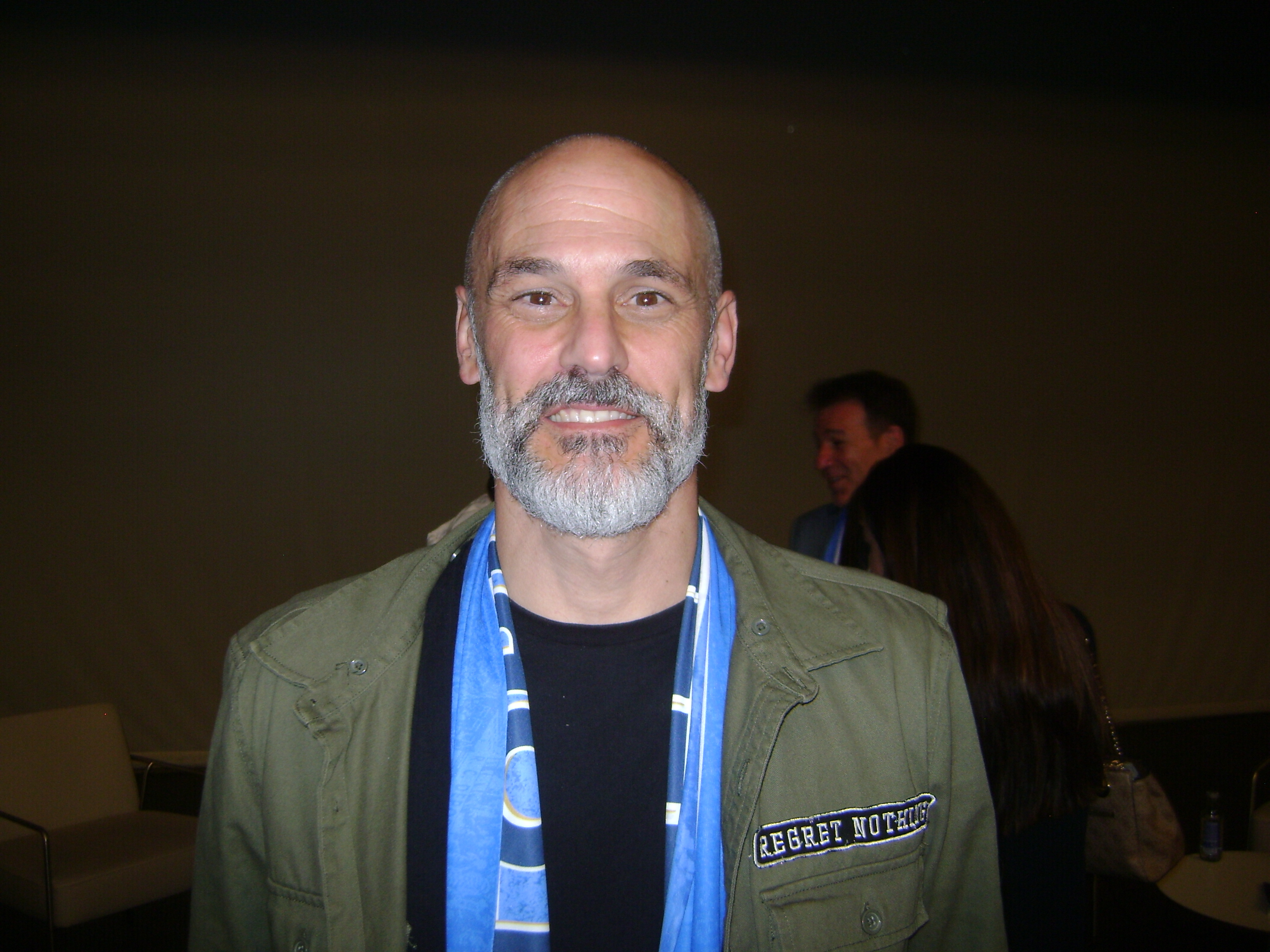
El portero Dani Mallo jugó en el club entre 2013 y 2015.

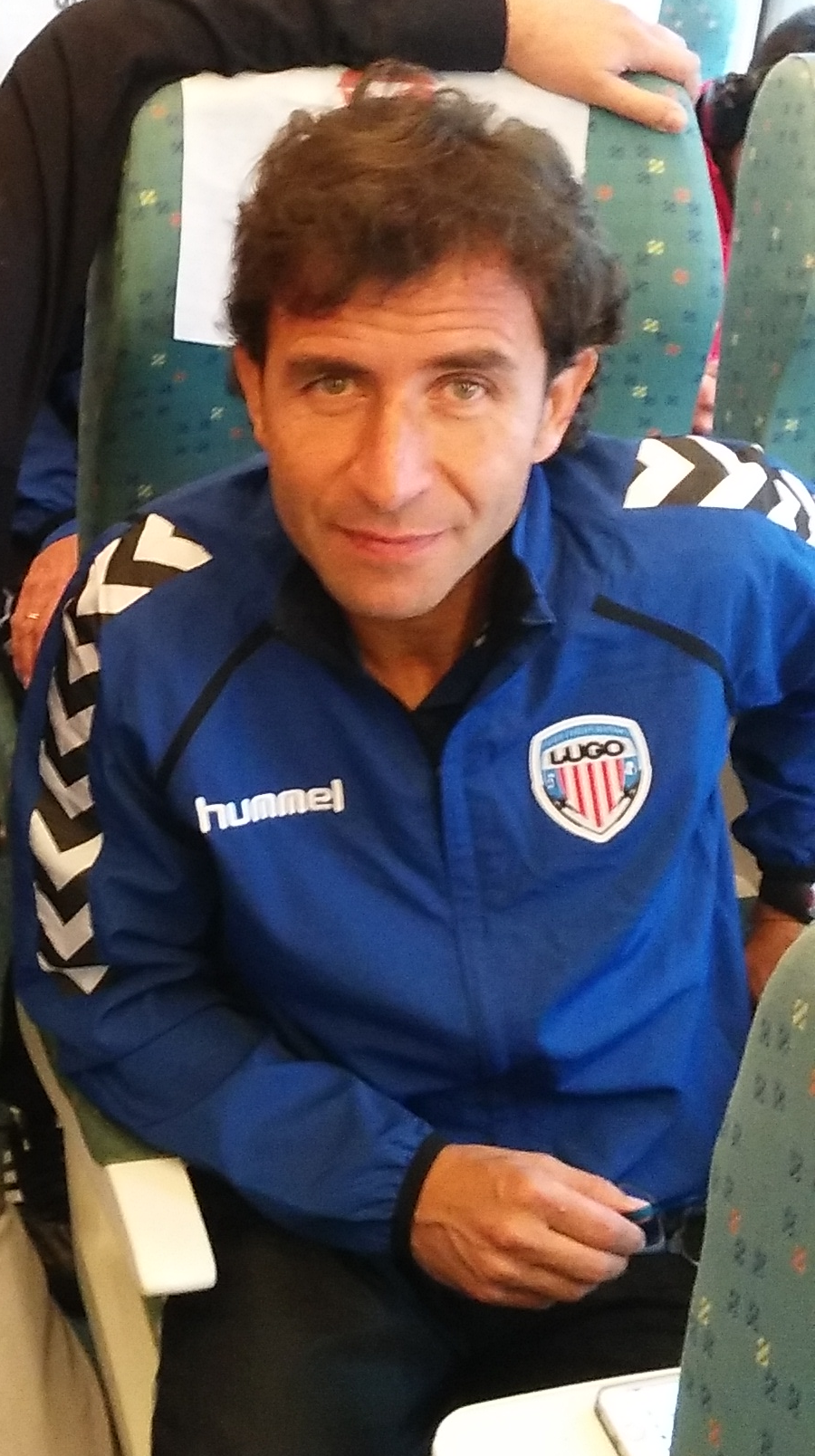
Luis Milla, entrenador durante la temporada 2015-16, con el que el conjunto lucense consiguió la mejor primera vuelta en su historia en Segunda División.

En su segunda temporada en Segunda División tras el ascenso conseguido a la Segunda División de España, el Lugo consigue su primer triunfo en la jornada inaugural, con una victoria como local por 1-0 frente al Hércules Club de Fútbol, con un penalti materializado por Manu. Esta victoria se vendría reforzada por un empate (1-1) en su primera jornada como visitante ante la U. D. Las Palmas.
En la temporada 2013-14, el Lugo inicia su segunda temporada consecutiva (tercera en total) en la Liga Adelante con un empate (0-0) ante el Numancia en el Anxo Carro. Su primera salida se convirtió en derrota por 2-1 frente al Barcelona B, y la primera victoria llegó en la jornada 3, imponiéndose por 4-2 al Real Jaén C. F.. Una temporada que prometía dar grandes alegrías por el buen inicio obtenido (llegó a colocarse segundos en la clasificación) acabó derivando en un final de campaña sufrido, pudiendo mantener la categoría en el último partido, jugado en su estadio ante el Mirandés, imponiéndose por 1-0.
En la temporada 2014-15 el inicio es similar a anteriores campañas, logrando un triunfo en la segunda jornada ante el Real Valladolid. Sin embargo, el devenir de la primera vuelta no auguraba buenas esperanzas para el equipo, cosechando los peores resultados de su estancia en la categoría.
Sin embargo, desde aquel ascenso el Lugo se mantendría en la Segunda División hasta que en abril de 2023 se confirma que desciende a Primera RFEF.

### Conversión a SAD y época de Tino Saqués
En 2013 con la obligatoria conversión a Sociedad Anónima Deportiva (S.A.D.), condición indispensable para que continuase en el fútbol profesional, el club realizó una ampliación de capital que contemplaba la suscripción de acciones por un valor total de 3 031 490 euros, de los que el club necesitaba 3 015 000 euros para poder hacer frente a la conversión en Sociedad Anónima Deportiva. El 21 de Junio de ese año se informaba en redes sociales que 2974 accionistas participaron en la ampliación de capital que puso en marcha aquel mes de marzo y suscribieron un total de 3 021 520 euros. De los cuales, de la cantidad suscrita el 49 % pertenecía a la Diputación de Lugo, que aportó 900 000 euros, y al Ayuntamiento de la ciudad gallega, que aportó 600 000 euros, pero con el compromiso de que se acabaría encontrando un inversor privado que les sustituyera en el tiempo.
En 2015, Tino Saqués, administrador de la empresa local Frisaqués S.L. y que ya poseía el 8 % de las acciones, se impuso en una controvertida compra de ese 49 % de las acciones al empresario español nacido luxemburgués, dueño por entonces de la escudería de Fórmula 1 Lotus y máximo favorito de la directa anterior,  Gerard López. Saqués pasó a tener el 57 % de las acciones y se convirtió así en el máximo accionista del Club Deportivo Lugo y en el vigésimo tercero presidente del club, tras sustituir en el cargo a José Bouso. Este hecho conllevó el cese del entrenador Quique Setién y del director deportivo Carlos Mouriz, emblema del club donde llevaba desde 2004 y que había conseguido el ascenso desde Tercera División.
El club pasó entonces de un época de estabilidad, en la que Setién ocupó el puesto de entrenador durante 6 temporadas, a una en la que la primera temporada de Saqués como presidente contó con 2 entrenadores. Desde entonces, ha sido una época todavía más convulsa en el banquillo y el C. D. Lugo ha tenido 19 entrenadores en los nueve años que Tino Saqués lleva dirigiendo el club. Algunos de ellos han llegado a ocupar el cargo durante una temporada, otros solo han durado semanas. Asimismo, ha tenido 9 directores deportivos estos 9 años, en algunas temporadas incluso estuvo desierta la plaza durante varios meses.
Los casos más paradigmáticos se dieron en las temporadas 2018-19 y 2019-20, donde se consiguió salvar la categoría con 3 entrenadores diferentes en cada una. Y sobre todo, en la temporada 2020-21, cuando consiguió salvarse con 4 entrenadores. Finalmente, en la temporada 2022-23, perdió la categoría también con 4 entrenadores.
Relación de entrenadores de la época Saqués
- 2.ª División:
  - Temporada 2015-16 (2): Luis Milla (julio 2015-febrero 2016) y José Antonio Durán Rivas (febrero-junio 2016).
  - Temporada 2016-17 (1): Luis César Sampedro.
  - Temporada 2017-18 (1): Francisco Rodríguez Vílchez.
  - Temporada 2018-19 (3): Javi López (julio-octubre 2018), Alberto Monteagudo (octubre 2018-abril 2019) y Eloy Jiménez (abril 2019 a final de temporada).
  - Temporada 2019-20 (3): Eloy Jiménez (de la anterior hasta diciembre de 2019), Curro Torres (diciembre 2019-junio 2020) y Juanfran García (últimas 6 jornadas en junio de 2018).
  - Temporada 2020-21 (4): Juanfran García (hasta octubre de 2020), Mehdi Nafti (octubre 2020-febrero 2021), Luis César Sampedro (marzo-abril 2021) y Rubén Albés (de abril 2021 a final de temporada).
  - Temporada 2021-22 (1): Rubén Albés
  - Temporada 2022-23 (4): Hernán Pérez Cuesta (julio-noviembre 2022), Fran Justo (noviembre 2022-enero 2023), Joan Carrillo (febrero-marzo 2023) y Íñigo Vélez (marzo 2023 a final de temporada).
- 1.ª RFEF:
  - Temporada 2023-24 (3): Pedro Munitis (julio-diciembre 2023), Paulo Alves (diciembre 2023-febrero 2024) y Roberto Trashorras (febrero 2024 a final de temporada).
  - Temporada 2024-25 (1): Lolo Escobar (julio-diciembre 2024), Toni Seligrat

## Uniforme
El uniforme actual del equipo consta de camiseta a rayas verticales rojas y blancas, pantalones celestes y medias celestes, desde 1955 la camiseta ha permanecido invariable salvo en 1996 cuando se optó por rayas horizontales en lugar de verticales. Con respecto al uniforme suplente, ha ido variando a lo largo del tiempo aunque el celeste similar a la Bandera de Galicia es el que más tiempo se utilizó.
Para la temporada de Segunda División 2013-14 la compañía encargada originalmente para elaborar el uniforme fue la italiana Kappa, pero por desavenencias sobre el precio de venta al público, se canceló el acuerdo, y se procedió a alcanzar un nuevo acuerdo con la empresa Enfíos TexGroup, localizada en Villalba, a través de la marca CDLU creada en el año 2012.

### Evolución del uniforme
| 2010 | 2013-14 | 2014-15 | 2015-17 | 2017-18 | 2018-19 | 2019-20 | 2020-21 |

## Escudo
El 28 de septiembre de 2011 se presentó el nuevo escudo del equipo, con forma de escudo francés antiguo, en el figura la palabra Lugo en grande en la parte superior, encima de esta y más pequeñas las palabras club deportivo. En el medio hay cinco franjas rojas horizontales y cuatro blancas y a los lados de estas, sobre fondo celeste una bomba proveniente del Club Deportivo Polvorín y un cáliz proveniente de la Gimnástica Lucense. El escudo antiguo era semejante al del Athletic Club en la forma y contaba con los mismos elementos que el actual.

## Estadio
El estadio en el que el Club Deportivo Lugo disputa sus partidos como local es el Estadio Ángel Carro, se inauguró el 31 de agosto de 1974 y tenía una capacidad para 7800 espectadores.
En el año 2001, el estadio fue remodelado y modernizado completamente, pues se encontraba en mal estado debido al paso del tiempo a sucesivas obras sin mucha planificación previa. El proyecto de reforma consistió en la renovación de las tres gradas existentes y en la colocación de asientos en todas las localidades, el recinto ganó en infraestructura pero perdió parte de su capacidad que quedó establecida en 4800 espectadores.
En el último partido de la temporada 2012-13 se sitúa una grada supletoria en el fondo sur del estadio con capacidad para 2200 espectadores, que será usada a partir de la temporada siguiente de manera permanente, con lo que la capacidad del estadio aumenta en unos 7800 espectadores. En el verano de 2019 se llevó a cabo el desmontaje parcial de la grada supletoria obligado por la normativa municipal, ya que el armazón invadía parte del espacio público colindante al estadio, y también por la Liga Nacional de Fútbol Profesional, que exigía la construcción de un fondo fijo. Se optó por rebajar la estructura hasta que no invadiese terreno municipal, para iniciar en la temporada siguiente (2020) la construcción de un fondo definitivo. Esta reforma fijó un aforo del estadio de 7114 espectadores.

## Organigrama deportivo

### Plantilla y cuerpo técnico
- Los jugadores con dorsales superiores al 26 son, a todos los efectos, jugadores del Polvorín F. C. y como tales, podrán compaginar partidos con el primer y segundo equipo. Como exigen las normas de la Liga Nacional de Fútbol Profesional, los jugadores de la primera plantilla deberán llevar los dorsales del 1 al 26. Del 26 en adelante serán jugadores del equipo filial.
- Los equipos españoles están limitados a tener en la plantilla un máximo de tres jugadores sin pasaporte de la Unión Europea. La lista incluye solo la principal nacionalidad de cada jugador, algunos de los jugadores no europeos tienen doble nacionalidad de algún país de la UE:

- Nicolás Reniero cuenta con la doble nacionalidad argentina e italiana.
- Álex Balboa cuenta con la doble nacionalidad ecuatoguineana y española.
- Lago Junior cuenta con la doble nacionalidad costamarfileña y española.
- Nathaniel Nicholas no cuenta como extracomunitario por el Acuerdo de Cotonú.

## Datos del club
- Temporadas en Primera División: 0.
- Temporadas en Segunda División: 12 (incluyendo la temporada 2022-23).
  - Mejor puesto en la liga (en 2.ª): 9.º (2016-17).
  - Peor puesto en la liga (en 2.ª): 18.º (1992-93).
  - Mayor goleada conseguida (en 2.ª):
    - En casa: C. D. Lugo 4-0 Xerez C. D. (2012-13).
    - Fuera: Elche C.F 0-3 C. D. Lugo  (2016-17).

  - Mayor goleada encajada (en 2.ª):
    - En casa: C. D. Lugo 1-4 C. D. Mirandés (2015-16).
    - Fuera: Girona F. C. 6-0 C. D. Lugo (2013-14).
- Temporadas en Segunda División B: 23.
- Temporadas en Tercera División: 34.

### Historial por temporadas
| Temporada | Nivel | Categoría | Puesto | Copa      |
| --------- | ----- | --------- | ------ | --------- |
| 1953-54   | 3     | 3.ª       | 5.º    |           |
| 1954-55   | 3     | 3.ª       | 8.º    |           |
| 1955-56   | 3     | 3.ª       | 9.º    |           |
| 1956-57   | 3     | 3.ª       | 3.º    |           |
| 1957-58   | 3     | 3.ª       | 4º     |           |
| 1958-59   | 3     | 3.ª       | 3.º    |           |
| 1959-60   | 3     | 3.ª       | 5º     |           |
| 1960-61   | 3     | 3.ª       | 2.º    |           |
| 1961-62   | 3     | 3.ª       | 1.º    |           |
| 1962-63   | 3     | 3.ª       | 2.º    |           |
| 1963-64   | 3     | 3.ª       | 4.º    |           |
| 1964-65   | 3     | 3.ª       | 3.º    |           |
| 1965-66   | 3     | 3.ª       | 5.º    |           |
| 1966-67   | 3     | 3.ª       | 2.º    |           |
| 1967-68   | 3     | 3.ª       | 4.º    |           |
| 1968-69   | 3     | 3.ª       | 5.º    |           |
| 1969-70   | 3     | 3.ª       | 2.º-   | 4.ª ronda |
| 1970-71   | 3     | 3.ª       | 10.º   | 1.ª ronda |
| 1971-72   | 3     | 3.ª       | 16.º   | 2.ª ronda |
| 1972-73   | 4     | Serie A   | 1.º    |           |
| 1973-73   | 3     | 3.ª       | 10.º   | 1.ª ronda |
| 1974-75   | 3     | 3.ª       | 5.º    | 3.ª ronda |
| 1975-76   | 3     | 3.ª       | 15.º   | 1.ª ronda |
| 1976-77   | 3     | 3.ª       | 14.º   | 1.ª ronda |
| 1977-78   | 4     | 3.ª       | 1.º    | 1.ª ronda |

| Temporada | Nivel | Categoría | Puesto | Copa      |
| --------- | ----- | --------- | ------ | --------- |
| 1978-79   | 3     | 2.ª B     | 18.º   | 2.ª ronda |
| 1979-80   | 4     | 3.ª       | 7.º    | 1.ª ronda |
| 1980-81   | 4     | 3.ª       | 1.º    | 1.ª ronda |
| 1981-82   | 4     | 3.ª       | 3.º    | 1.ª ronda |
| 1982-83   | 4     | 3.ª       | 4.º    | 1.ª ronda |
| 1983-84   | 4     | 3.ª       | 4.º    | 2.ª ronda |
| 1984-85   | 4     | 3.ª       | 4.º    | 1.ª ronda |
| 1985-86   | 4     | 3.ª       | 1.º    | 2.ª ronda |
| 1986-87   | 3     | 2.ª B     | 11.º   | 2.ª ronda |
| 1987-88   | 3     | 2.ª B     | 9.º    | 3.ª ronda |
| 1988-89   | 3     | 2.ª B     | 5.º    | 3.ª ronda |
| 1989-90   | 3     | 2.ª B     | 5.º    |           |
| 1990-91   | 3     | 2.ª B     | 2.º    | 1.ª ronda |
| 1991-92   | 3     | 2.ª B     | 2.º    | 4.ª ronda |
| 1992-93   | 2     | 2.ª       | 18.º   | 5.ª ronda |
| 1993-94   | 3     | 2.ª B     | 8.º    | 3.ª ronda |
| 1994-95   | 3     | 2.ª B     | 11.º   | 3.ª ronda |
| 1995-96   | 3     | 2.ª B     | 10.º   |           |
| 1996-97   | 3     | 2.ª B     | 20.º   |           |
| 1997-98   | 3     | 2.ª B     | 6.º    |           |
| 1998-99   | 3     | 2.ª B     | 11.º   |           |
| 1999-00   | 3     | 2.ª B     | 8.º    |           |
| 2000-01   | 3     | 2.ª B     | 15.º   |           |
| 2001-02   | 3     | 2.ª B     | 9.º    |           |
| 2002-03   | 3     | 2.ª B     | 18.º   |           |

| Temporada | Nivel | Categoría | Puesto | Copa      |
| --------- | ----- | --------- | ------ | --------- |
| 2003-04   | 4     | 3.ª       | 6.º    |           |
| 2004-05   | 4     | 3.ª       | 3.º    |           |
| 2005-06   | 4     | 3.ª       | 2.º    |           |
| 2006-07   | 3     | 2.ª B     | 9.º    | 2.ª ronda |
| 2007-08   | 3     | 2.ª B     | 7.º    |           |
| 2008-09   | 3     | 2.ª B     | 8.º    | 1.ª ronda |
| 2009-10   | 3     | 2.ª B     | 7.º    |           |
| 2010-11   | 3     | 2.ª B     | 1.º    |           |
| 2011-12   | 3     | 2.ª B     | 3.º    | 1.ª ronda |
| 2012-13   | 2     | 2.ª       | 11.º   | 2.ª ronda |
| 2013-14   | 2     | 2.ª       | 12.º   | 3.ª ronda |
| 2014-15   | 2     | 2.ª       | 15.º   | 3.ª ronda |
| 2015-16   | 2     | 2.ª       | 14.º   | 3.ª ronda |
| 2016-17   | 2     | 2.ª       | 9.º    | 2.ª ronda |
| 2017-18   | 2     | 2.ª       | 12.º   | 3.ª ronda |
| 2018-19   | 2     | 2.ª       | 18.º   | 1/16      |
| 2019-20   | 2     | 2.ª       | 16.º   | 1.ª ronda |
| 2020-21   | 2     | 2.ª       | 18.º   | 2.ª ronda |
| 2021-22   | 2     | 2.ª       | 16.º   | 2.ª ronda |
| 2022-23   | 2     | 2.ª       | 22.º   | 1.ª ronda |
| 2023-24   | 3     | 1.ª RFEF  | -      | -         |

## Palmarés
| Competición Nacional                 | Títulos                             | Subcampeonatos                      |
| ------------------------------------ | ----------------------------------- | ----------------------------------- |
| Segunda División "B" de España (1/2) | 2010-11.                            | 1990-91, 1991-92.                   |
| Tercera División de España (4/4)     | 1961-62, 1977-78, 1980-81, 1985-86. | 1960-61, 1966-67, 1969-70, 2005-06. |
| Copa Federación de España (0/1)      |                                     | 1998-99.                            |

### Trofeos Amistosos
- Trofeo Corpus de Lugo: (5) 1959, 1968, 1970, 1974
- Trofeo Emma Cuervo: (5) 1987, 2013, 2014, 2015, 2021
- Trofeo Ayuntamiento de Monforte: (3) 1977, 2002, 2006
- Trofeo Conde de Fontao: (2) 1981, 1982
- Trofeo San Roque (Betanzos): (2) 1984, 2000
- Trofeo Ministro de Información y Turismo (Vivero): (1) 1965
- Trofeo Concepción Arenal: (1) 2015
- Trofeo Luis Otero: (1) 2016
- Memorial Antonio Bermúdez: (1) 2021
- Campeón Copa Diputación: C. D. Lugo femenino (2022)